# 桂木麻也子
桂木 麻也子（かつらぎ まやこ、1966年3月7日 - ）は、日本の元AV女優。

## 活動
- ポスト小林ひとみとして1987年デビューしたが、2年後の1989年に引退をした(小林はその後も活動を継続)。アダルトビデオだけでなくロマンポルノにも出演をしていた。

## 人物
- 趣味：ピアノ[1]。
- 特技：アイススケート[1]。

## 作品

### アダルトビデオ
1987年
- 危険・快感・胸さわぎ（4月27日、VIP 3B-022）
- 歪 インモラル・ドリーム（5月27日、ミスクリスティーヌ RMC-011）
- 痛いのって好き（6月1日、ロコ RC-40）
- 綺麗（6月12日、VIP 3C-030）
- 眩夢 流されて（7月5日、現映社/スワン SD-817）
- 赤い靴を脱がせて 爪（7月10日、ミスクリスティーヌ RMC-015）
- タッチミー（7月25日、ロコ RCS-4）
- 素直に感じて 夏一番（8月10日、VIP 3C-44）
- 欲しい・・　ー想い出は一度だけー（9月15日、ポニーテール F128P-2）
- 乱舞（10月12日、VIP 3C-054）
- ラ・ヴィアンローズ（12月4日、VIP SCV-018）
- ダブル・エクスタシー（VIP SC-0006）
- 衝撃波（現映社/スワン SD-809）
- しとどに濡れて（現映社 SD-829）

1988年
- 甘い悲鳴（2月10日、現映社/スワン SD-841）
- ミッシング 前編 誘惑の記号（4月15日、VIP 5B-21）
- ミッシング 後編 欲望の肖像（4月15日、VIP 5B-21）
- 前戯なき戦い 貞操を知らない乙女たち 1 桂木麻也子 麻生澪 梶谷直美桂 織田めぐみ 林樹香（4月30日、ミス・クリスティーヌ DMC-008）全5名
- いけにえ天使（5月30日、にっかつ NZ-20）※映画「いけにえ天使」のビデオ版
  - いけにえ天使（1993年6月4日、にっかつ R-061）※映画「いけにえ天使」のビデオ版
- びんびん絵巻 3 マン開スペシャル GO!GO!5人娘 前原祐子 宮條優子 桂木麻也子 豊田香里奈 白浜なぎさ（6月11日、JVD A138JR-102）全5名
- オナペット7人夢物語 桂木麻也子 浅見美那 永井陽子 新田恵美 ほか（7月10日、現映社 SD-858）全7名
- 妖女（8月25日、アリスJAPAN KA-1197）
- 天使のはらわた 赤い眩暈（10月10日、にっかつ NY-510）※映画「天使のはらわた 赤い眩暈」のビデオ版
  - 天使のはらわた 赤い眩暈（1994年1月14日、にっかつ R-075）※映画「天使のはらわた 赤い眩暈」のビデオ版
  - 天使のはらわた 赤い眩暈（2013年3月2日、にっかつ BBBN-3017）※映画「天使のはらわた 赤い眩暈」のDVD版
- 女教師（10月30日、二見書房 MV-007）
- エレクト5 PART5 桂木麻也子 速水舞 小倉千代子 北村舞子 宮口あや子（ロコ RCS-09）他出演: 全5名
- 狂喜 シンガポールハリケーン（芳友舎 HGS-009）

1989年
- 肉棒依存症の女たち（2月25日、現映社 SD-872）全6名
- VINBO VOL.10 桂木麻也子 黒沢ひろみ 五十嵐いづみ ほか（3月、フジテレビ）※イメージビデオ
- フェラーレンス・女医ナーの肉診カルテ（4月6日、芳友舎 SSV-013）他出演:森村あすか
- オールスター夢の性宴（7月21日、VIP 6B-42）他出演:梁川りお・御藤静・村上麗奈・中川えり子・星真琴 他 全9名
- 水の中の城（9月24日、宇宙企画 CX-44）
- 悪魔の毒々モンスター東京へ行く（10月21日、松竹 KF-0600）※映画「悪魔の毒々モンスター東京へ行く」のビデオ版
- いろづきセゾン（ゴリラ）

1990年
- ハード・カクテル（タイムアロー STP-001）

1991年
- 秘録！麻也子の部屋（アライコーポレーション SH-025）
- おしゃまなベイビー（アイディ出版 PM-008）

1992年
- 泣かないで Don't Cry Baby（アイダス/ミルキーウェイ MK-09）

1993年
- レンタルAV10年史 トップ10アイドルコレクション（9月25日、笠倉出版社）全10名

1995年
- 高級オナペット倶楽部 9 平成AV女優史を彩るアイドルたち（2月25日、ステージメディア MA-230）他出演:憂木瞳、白石ひとみ、橘ますみ、冴島奈緒 全5名

1996年
- AV10年史 1（1月1日、TEN-VIDEO DTV-202）全20名
- 伝説 裸天使アイドル15年史「ムッチリ編」（7月23日、h.m.p NTF-016B）他出演:中沢慶子、東清美、葉山レイコ、鮎川真理、仙葉由季、藤本聖名子、白石ひとみ、伊藤真紀、憂木瞳、ほか 全16名

1999年
- AV女優 桂木麻也子（5月21日、ビデオバンク BNK-00009）
- リメークロマンシリーズ 桂木麻也子コレクション（フェアエスト）

2000年
- アトラス MEGA-MIX 極上の女神たち（9月26日、アトラス21 AVD-035）全18名
- アトラス MEGA-MIX 2（11月17日、アトラス21 AVD-041）全18名

2002年
- コスプレメイト 制服リアルファックの女たち 葉山みどり 岸加奈子 桂木麻也子 森村あすか（7月21日、ビデオバンク BNDV-10023）全4名

2007年
- 狂喜！色ぢごく（10月31日、ビデオバンク BNDV-80012）他出演:斉藤唯、中原みき、舞坂ゆい、小川真実 全5名

ほか
発売日不明
- 秘園（ビューティー工房 BK-07）VHS

### カセット
- マドンナメイトカセット　桂木麻也子 瞬間のララバイ（1987年9月25日、二見書房）

## 出演作品

### 映画
- いけにえ天使（1988年1月9日公開、にっかつ）監督:藤井克彦 - 主演 [2]
- 天使のはらわた 赤い眩暈（1988年5月7日公開、にっかつ）監督:石井隆 - 主演 [3]
- 悪魔の毒々モンスター 東京へ行く アメリカ映画（1989年7月22日公開、トロマ/松竹富士）監督:ロイド・カウフマン - マサミ 役 [4]
- バカヤロー!2 幸せになりたい。（1989年7月8日公開、松竹）監督:本田昌広 鈴木元 岩松了 成田裕介 - 倉田孝子 役 ※4話のオムニバス作品 [5][6]

### オリジナルビデオ
- コードネーム348 女刑事サシバ（1990年12月10日、松竹ビデオ）監督:向井寛 主演:渡辺典子 [7]

### テレビドラマ
- ラストダンス 第1話1・第7話（1990年7月2日・7月10日、東海テレビ）
- ちょっと危ない園長さん 第8話「安易に産むな」（1993年2月27日、日本テレビ） - 春子 役

## 書籍

### 写真集
- 女体楽園 高木信行作品集 高木真美 桂木麻也子 姫宮めぐみ ほか（1987年5月5日、近代映画社 近映文庫）撮影:高木信行 ISBN 9784764814301
- 桂木麻也子 マドンナメイト写真集（1987年5月25日、二見書房）撮影:岡克己 ISBN 9784576870533
- 桂木麻也子 宣言。かつらぎ党!（1987年7月31日、スポーツアイ）撮影:小川博久
- スコラスペシャル DELUXE SUPER NUDE COLLECTION 小林ひとみ 早川愛美 麻生澪 渡瀬ミク ほか 全30名（1987年8月10日、講談社・スコラ）ISBN 9784061713017
- GAL’S VIDEO COLLECTION 業界初 ビデオアイドル名鑑 星真琴・立原友香・高城陽子・渡辺玖未・桂木麻也子 他（1987年8月15日、三和出版）
- スコラスペシャル 23 桂木麻也子（1987年8月15日、講談社スコラ）撮影:落合遼一 ISBN 9784061708235
- 桂木麻也子写真集 綺麗（1987年9月15日、綜合図書）撮影:三上泰史
- 桂木麻也子写真集（1987年11月30日、グリーンドア社 グリーンドア文庫）撮影:遠藤晴穂 ISBN 9784766906394
- 桂木麻也子写真集 私生活（1988年1月15日、近代映画社 近映文庫）撮影:一橋高一 ISBN 9784764814752
- 謝肉祭 憂木瞳 いとうしいな 東清美 中沢慶子 桂木麻也子 ほか 全40名（1993年9月30日、竹書房）撮影:高木信行 ISBN 9784884752453
- 桂木麻也子写真集 脱がすなら夜にして（1994年11月10日、風雅書房）撮影:山岸伸 ISBN 9784894240438

### 雑誌
- ACTRESS 1987年05月号（リイド社）
- PENTHOUSE 日本版 1987年6月号（講談社）
- オレンジ・クラブ vol.3 1987年7月号（東京三世社）
- EIGA LAND 1987年11月号、1988年2月号（近代映画社）
- BOMB 1987年12月号（今月の本番ビデオギャル）
- ビデオ・エックス 100号記念特別増刊号（1991年11月20日、笠倉出版社）
- 宝島 1994年11月16日号（宝島社）
- パンティー倶楽部（?、中央図書）

## ゲーム
- 葉山レイコ、桂木麻也子のAV花札倶楽部 本格派 こいこい ばかっ花篇（ハッカーインターナショナル）※ファミコンソフト